# Fujiwara no Masatada
Fujiwara no Masatada (藤原 雅正) (mort en 961) est un poète japonais. Il est le premier fils de Fujiwara no Kanesuke et le grand-père de Murasaki Shikibu. Son frère cadet est Kiyotada. Il épouse une fille de Fujiwara no Sadakata. Parmi leurs enfants se trouve Tametoki, le père de Murasaki. Il est également lié à Ki no Tsurayuki. Il fait partie des trente-six grands poètes.